# Карейтиана, Эшли
Эшли Карейтиана (англ. Ashleigh Karaitiana; род. 26 июня 1992 года, Гамильтон, регион Уаикато, Новая Зеландия) — новозеландская профессиональная баскетболистка, которая выступала в женской национальной баскетбольной лиге. Играла на позиции лёгкого форварда.
В составе национальной сборной Австралии (по месту рождения родителей) она участвовала на чемпионатах мира среди девушек до 19 лет 2009 года в Бангкоке и 2011 года в Чили, в составе национальной сборной Новой Зеландии (по месту своего рождения) участвовала на чемпионатах Азии 2019 года в Индии и 2021 года в Иордании.

## Ранние годы
Эшли родилась 26 июня 1992 года в городке Гамильтон (регион Уаикато, Новая Зеландия) в австралийской семье из Брисбена Коллина и Хоани Карейтиана, у неё есть младшие два брата и сестра, училась же в австралийском городе Сидней (штат Новый Южный Уэльс) в спортивной школе Индевор, в которой выступала за местную баскетбольную команду.